# 서울교통공사 1000호대 저항제어 전동차
서울교통공사 1000호대 저항제어 전동차는 1974년 4월 서울 지하철 1호선 개통과 함께 도입되어 운행 중인 서울교통공사의 통근형 전동차다. 현재 개조분 총 10량 6개 편성(60량)이 운행하고 있다.

## 기술적 사양
한국철도공사 1000호대 전동차와 유사하나, 2011년경 스크류식 공기압축기(YT2000DM1)로 교체하기 이전까지 전동발전기와 피스톤방식의 공기압축기(C-2000M)를 그대로 사용하고 있으며, 대수선 작업을 거친 차량들은 보조전원장치를 전동발전기(MG)에서 정지형인버터(SIV)로 교체되었다.

## 배속
현재 총 10량 6개 편성(111~116편성)이 운행하고 있으며, 전 차량 군자차량기지 소속이므로, 동묘앞역과 신설동역 사이에 군자차량기지 입·출고용 연결 선로가 별개로 설치되어 있다. (입·출고 운용 시엔 서울 지하철 2호선 성수지선의 선로를 이용한다.)
- 111~116편성: 군자차량기지, 10량

|              |                 | ◇               |                 |                 | ◇               |                 |                 | ◇               |       |  |
| 101X         | 111X            | 121X            | 131X            | 141X            | 151X            | 161X            | 171X            | 181X            | 191X  |  |
| Tc           | M               | M'              | T               | M               | M'              | T               | M               | M'              | Tc    |  |
| ←인천/서동탄 | ※XX는 편성 번호 | ※XX는 편성 번호 | ※XX는 편성 번호 | ※XX는 편성 번호 | ※XX는 편성 번호 | ※XX는 편성 번호 | ※XX는 편성 번호 | ※XX는 편성 번호 | 양주→ |  |

### 편성
| 객차번호 | 설치된 전장품                                                |
| -------- | ------------------------------------------------------------ |
| 101X     | Tc(운전실,ATS차상장치,복선기)                                |
| 111X     | M(주제어기,주저항기,공기압축기,축전지,견인전동기(TM))        |
| 121X     | M'(팬터그래프,주변압기,주정류기,보조전원장치,견인전동기(TM)) |
| 131X     | T(무동력차)                                                  |
| 141X     | M(주제어기,주저항기,공기압축기,축전지,견인전동기(TM))        |
| 151X     | M'(팬터그래프,주변압기,주정류기,보조전원장치,견인전동기(TM)) |
| 161X     | T(무동력차)                                                  |
| 171X     | M(주제어기,주저항기,공기압축기,축전지,견인전동기(TM))        |
| 181X     | M'(팬터그래프,주변압기,주정류기,보조전원장치,견인전동기(TM)) |
| 191X     | Tc(운전실,ATS차상장치,복선기)                                |

#### 과거 편성 (10량)
| 객차번호    | 설치된 전장품                                                |
| ----------- | ------------------------------------------------------------ |
| 10XX        | Tc(운전실,ATS차상장치,복선기)                                |
| 11XX        | M(주제어기,주저항기,공기압축기,축전지,견인전동기(TM))        |
| 13XX        | M'(팬터그래프,주변압기,주정류기,보조전원장치,견인전동기(TM)) |
| 15XX (신조) | T(무동력차)                                                  |
| 12XX (신조) | M(주제어기,주저항기,공기압축기,축전지,견인전동기(TM))        |
| 14XX (신조) | M'(팬터그래프,주변압기,주정류기,보조전원장치,견인전동기(TM)) |
| 15YY (신조) | T(무동력차)                                                  |
| 11YY        | M(주제어기,주저항기,공기압축기,축전지,견인전동기(TM))        |
| 13YY        | M'(팬터그래프,주변압기,주정류기,보조전원장치,견인전동기(TM)) |
| 10YY        | Tc(운전실,ATS차상장치,복선기)                                |

#### 과거 편성 (6량)
| 객차번호 | 설치된 전장품                                                |
| -------- | ------------------------------------------------------------ |
| 10XX     | Tc(운전실,ATS차상장치,복선기)                                |
| 11XX     | M(주제어기,주저항기,공기압축기,축전지,견인전동기(TM))        |
| 13XX     | M'(팬터그래프,주변압기,주정류기,보조전원장치,견인전동기(TM)) |
| 11YY     | M(주제어기,주저항기,공기압축기,축전지,견인전동기(TM))        |
| 13YY     | M'(팬터그래프,주변압기,주정류기,보조전원장치,견인전동기(TM)) |
| 10YY     | Tc(운전실,ATS차상장치,복선기)                                |

## 현재 운행 노선
국토교통부와의 협의로 수도권 전철 1호선 전 구간을 운행하지는 않는다.
- ● 수도권 전철 1호선
  - 경원선: 양주 - 회기
  - 서울 지하철 1호선: 청량리 - 서울역
  - 경부선: 남영 - 병점
  - 경인선: 구로 - 인천
  - 병점기지선: 병점 - 서동탄

## 도입 역사

### 1차 도입분 (1974년4월~7월)
1974년 4월~7월 도입된 101편성부터 110편성까지의 차량을 통틀어서 전기 편성, 혹은 초기저항이라고 칭한다. 6량 편성으로 도입이 됐으며, 일본의 히타치 제작소에서 전량 60량을 수입했다. 구 101편성은 1974년 4월, 구 102~104편성은 1974년 6월, 구 105~110편성은 1974년 7월에 각각 도입됐다, 선두부는 한국철도공사 1000호대 전동차와 동일하나 배장기의 모양이 다른점이 구별된다. 서울교통공사 1000호대 VVVF 전동차 101~106편성과 개조저항차량 111~114편성으로 대체됐다.

### 2차 도입분 (1977년12월~1978년2월)
1977년 12월부터 1978년 2월사이에 제작된 총 36량의 차량으로, 대우중공업에서 넉다운 방식으로 생산됐다. 구 111~113편성은 1977년 12월, 구 114~115편성은 1978년 1월, 구 116편성은 1978년 2월에 각각 도입됐다. 서울교통공사 1000호대 VVVF 전동차 107~110편성과 개조저항차량 115~116편성으로 대체되면서 2002년 8월에 모든 차량이 퇴역했다.

### 3차 도입분 (1989년4월~8월)
1989년 4월~8월, 10량 증결사업에 의하여 대우중공업 및 현대정공에서 제작해 도입한 증비분 차량으로 총 64량이 도입됐다. 사양은 이전과 동일하며, 실내의 손잡이로는 일본산 차량의 원형 모양의 손잡이가 아니라 서울교통공사 3000호대 초퍼제어 전동차에 장착된 것과 같은 스프링 손잡이를 장착했다. 구 101~104, 108, 114편성의 증결분은 1999년 4월에 현대정공에서 제작, 도입됐고, 구 105편성의 증결분은 1989년 4월에 대우중공업에서 제작, 도입됐고, 구 106, 111~113편성의 증결분은 1989년 6월에 대우중공업에서 제작, 도입됐다. 구 107, 110편성의 증결분은 1989년 5월에 대우중공업에서 제작, 도입됐고, 구 109, 115편성의 증결분은 1989년 7월에 현대정공에서 제작, 도입됐고, 구 116편성의 증결분은 1989년 7월~8월에 대우중공업에서 7량, 현대정공에서 1량이 도입됐다. 전기 편성 대폐차분은 111~114편성으로 배정됐고, 일부는 105~106편성의 개조T칸으로 편입됐고, 1999년 5월~6월에 현대정공에서 개조했다. 중기 편성 대폐차분은 그대로 115~116편성으로 배정됐고, 일부는 109~110편성의 개조T칸으로 편입됐다. 2002년 8월 현대로템에서 개조했다.

### 개조저항 (1999년,2002년)
1998년~1999년, 2002년 1~2차 도입분이 법정 내구 연한 25년 도래와 함께 상당수 운전제어 객차(Tc)가 폐차되면서, 후속 도입 전동차의 운전제어 객차가 없어 운행이 불가능한 상황이 초래됐다. 이에 1989년 제작 객차들을 8량 단위로 동력과 비동력 비율에 맞게 재편성하고, 편성되지 못하고 여전히 남는 무동력차(T) 12량에 운전실(Tc)을 개조해 앞서 조성된 8량에 결합, 10량 편성으로 재편성해 운행하게 됐다.
개조 작업은 1999년 현대정공에서 8량을 개조해 총 10량 4개 편성이 도입됐고, 2002년 현대로템에서 4량을 개조해 총 10량 2개 편성이 도입됐다. 2007년 서울메트로 CI 변경과 함께 운전실 창 상단에 위치한 행선안내 게시기 부분에, 기존 검정색의 바탕 위에 노선 색상에 맞는 빨간색 마스킹을 덧씌운 작업도 진행됐다.

### 4차 도입분, 사고 복구분 (1999년5월,2004년11월)
위의 문단에서 언급한 대로 남은 차량을 활용하기 위한 편성 조성 작업 중, 10량 단위의 편성을 조성하기 위해서는 4량의 동력 객차가 모자랐다. 이에 따라 1999년, 기존 전동차의 사양과 맞는 시스템으로 4량의 동력 객차를 현대정공에서 제작했다. 이 객차들은 당시의 107편성에 증결됐다. 차량 외형은 서울교통공사 1000호대 VVVF 전동차, 한국철도공사 3000호대 전동차, 서울교통공사 4000호대 VVVF 전동차 기반이며, 도입 당시의 실내 분위기는 회색 바닥재, 아이보리색 FRP 내장벽과 빨간색 좌석으로 구성되어 있다.

## 특이 사항

### 불연 내장재 교체 사업
2003년 2월 18일 대구 지하철 화재 참사를 계기로 강화된 철도차량의 내연기준으로 인하여 2005년까지 전 차량의 내장재 교체 사업이 완료됐다. 우선 화재 위험에 가장 취약한 기존 시트를 불에 타지 않는 무광택 스테인리스 재질로 교체한 것을 시작으로 노선색에 맞추어 작업을 한 것이 특징이며, 화재경보기와 객실 비상용 인터컴 등이 보강됐다. 한편 2002년 수원역 전동차 추돌사고를 당한 111편성은 2004년에 사고 피해 3량 차량을 신규 제작(현 1711~1911호) 및 복구를 완료한 후 불연 내장재 교체 작업까지 모두 마치고 출고됐다.

### 대수선 사업

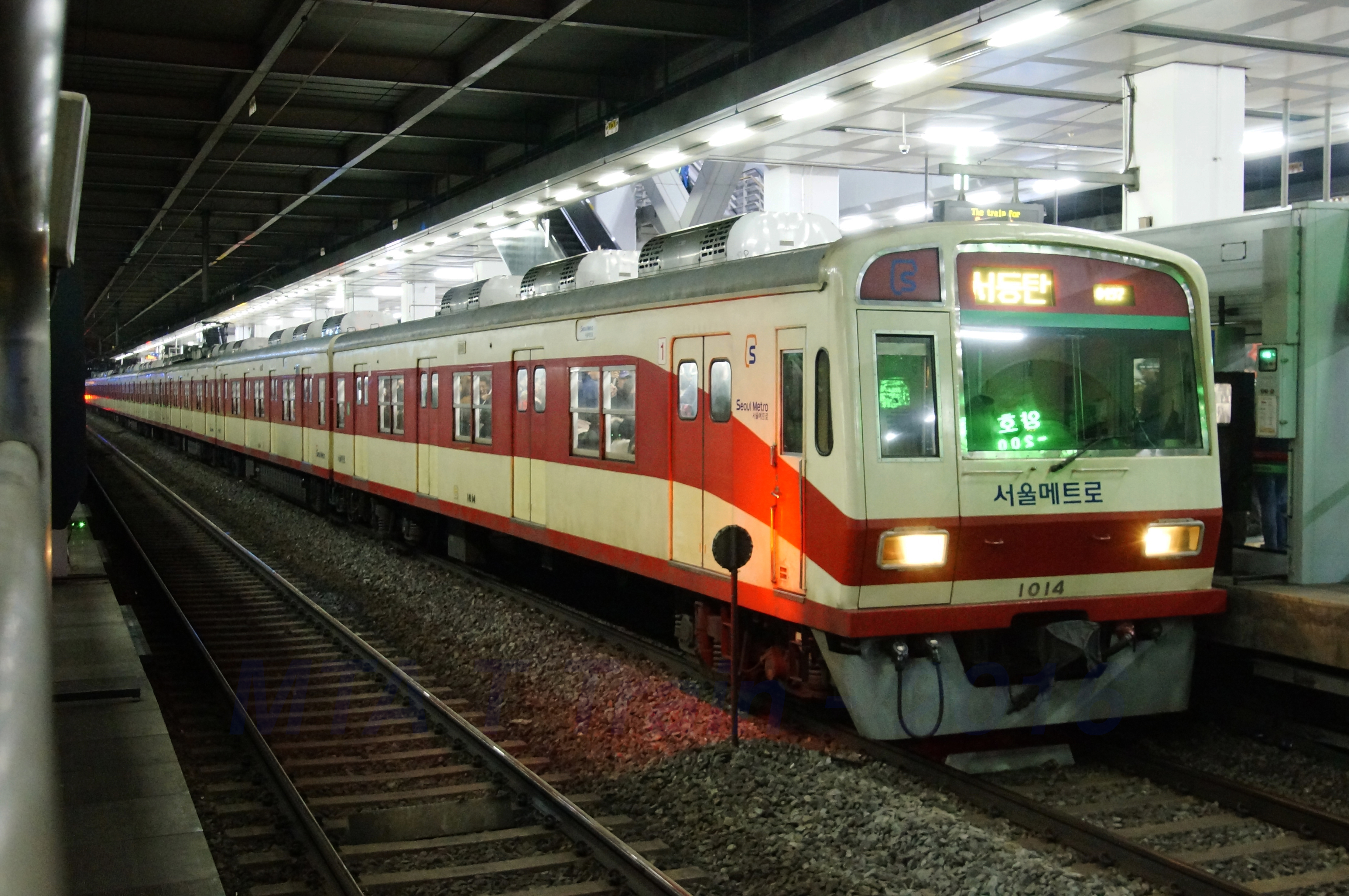
용산역에 정차 중인 개조된 114편성

본래 111~116편성은 2014년 내구 연한이 도래할 예정이어서 전 차량이 폐차되어야 했다. 그러나 2014년부터 2015년까지 차량의 수명을 연장함과 동시에 열차의 전장품 및 추진제어 장치를 신품으로 교체한 대수선 작업을 거쳐, 동년 12월부터 모든 편성이 대수선이 완료되어 시운전 후 정상운행 중이다.
대수선 차량의 추진제어 방식은 달라지지 않았다. 다만 행선 안내 게시기를 기존 DI방식의 롤지에서 LED전광판 형식으로 변경했으며 열차번호 표시기도 비발광 세그먼트 타입에서 LED 형식으로 변경했다. 객실 LED 안내표시기가 설치됐다. 112편성은 시운전 중 새로 설치한 보조전원장치(SIV)가 고장이 나서 한국철도공사 구로차량기지에서 검수를 받은 바 있다.

### 객실 내CCTV설치
2023년에 개조분 전 차량에 CCTV가 설치되었다.

## 현황

### 미개조분
| 차호        | 도입 시기 | 운행 중단 시기 | 비고 |
| ----------- | --------- | -------------- | --- |
| 구 101 편성 | 1974년    | 1998년         | 신정차량사업소에 개통 당시의 편성인 6량 편성을 유지하여 정태보존 중이다. 입환 작업 중 방향이 바뀌어 현재는 1001호, 1002호가 전두부가 됐다. 또한 Tc 차량은 245편성 Mc 차량 출입문으로 교체됐고, 교체된 문은 도색을 새로 했다가 구 245편성의 운행 중지에 의하여 출입문이 환원됐다. 도색도 마찬가지로 환원됐다. |
| 구 102 편성 | 1974년    | 1998년         | 1304호 외 1량이 한얼테마과학박물관에 정태보존 중이다. |
| 구 103 편성 | 1974년    | 1999년         | |
| 구 104 편성 | 1974년    | 1999년         | |
| 구 105 편성 | 1974년    | 1999년         | 1010호 외 1량이 한얼테마과학박물관에 정태보존 중이다. |
| 구 106 편성 | 1974년    | 1999년         | 도입 당시 6량이 원형으로 한얼테마과학박물관에 정태보존 중이다. |
| 구 107 편성 | 1974년    | 1999년         | 1114호가 인천시에서 포차로 활용 중이다. |
| 구 108 편성 | 1974년    | 1999년         | |
| 구 109 편성 | 1974년    | 1999년         | |
| 구 110 편성 | 1974년    | 1999년         | 1019호 외 1량이 한얼테마과학박물관에 정태보존 중이다. |
| 구 111 편성 | 1977년    | 2002년         | 대우중공업에서 최초로 국산화한 전동차다. |
| 구 112 편성 | 1977년    | 2002년         | |
| 구 113 편성 | 1977년    | 2002년         | |
| 구 114 편성 | 1978년    | 2002년         | |
| 구 115 편성 | 1978년    | 2002년         | |
| 구 116 편성 | 1978년    | 2002년         | |

### 개조분
| 차호     | 도입 시기            | 개조 시기 | 대수선 시기 | 운행 중단 시기 | 비고 |
| -------- | -------------------- | --------- | ----------- | -------------- | ---- |
| 111 편성 | 1989년 1999년 2004년 | 1999년    | 2015년      | 2029년 예정    |      |
| 112 편성 | 1989년               | 1999년    | 2014년      | 2028년 예정    |      |
| 113 편성 | 1989년               | 1999년    | 2015년      | 2028년 예정    |      |
| 114 편성 | 1989년               | 1999년    | 2014년      | 2028년 예정    |      |
| 115 편성 | 1989년               | 2002년    | 2015년      | 2028년 예정    |      |
| 116 편성 | 1989년               | 2002년    | 2015년      | 2028년 예정    |      |

## 보존
보존되어 있는 차량을 기준으로 서술한다.
- 101편성: 신정차량사업소
- 106편성: 한얼테마과학박물관

## 사고
2002년 2월 22일 오전 10시 30분경, 경부선 수원역 장내에서 대한민국 철도청(현.한국철도공사) 소속 모터카가 신호 대기중인 107편성 전동차와 추돌해 선두차 1014호가 크게 파손되고, 인접한 5량 객차에도 심한 피해를 입었다. 원인은 짙은 안개로 인한 모터카 기관사의 신호무시, 전방주시 태만이었는데, 피해보상 문제를 두고 대한민국 철도청(현.한국철도공사) 측에선 남아돈 전동차로 대체 보상을 제안하였으나, 서울지하철공사(현.서울교통공사) 측은 피해를 입은 전동차 중 1999년 현대정공 제작 객차가 포함된 만큼 차량 제작 및 복구비용 요구로 보상이 지연되었고, 피해차량 중 크게 파손된 선두차 1014호는 서울철도차량정비단 유치선, 나머지 전동차는 부곡기관차사무소(현재의 의왕역 부근 위치)에 사고 직후부터 2004년 차량 복구가 시작될 때까지 장기간 방치되었다. 2002년 피해 복구 합의가 완료되면서 재생 수리가 불가능한 1014호는 폐차됐고, 일부 전장품을 재활용해 1911호가 2004년 현대로템에서 새로 제작되었고, 일부 피해를 입은 인접 전동차 5량은 차체 교정작업과 인통문 교체, 기타 수리와 불연 내장재 교체 등을 거쳐 2004년 11월부터 다시 운행되고 있다.

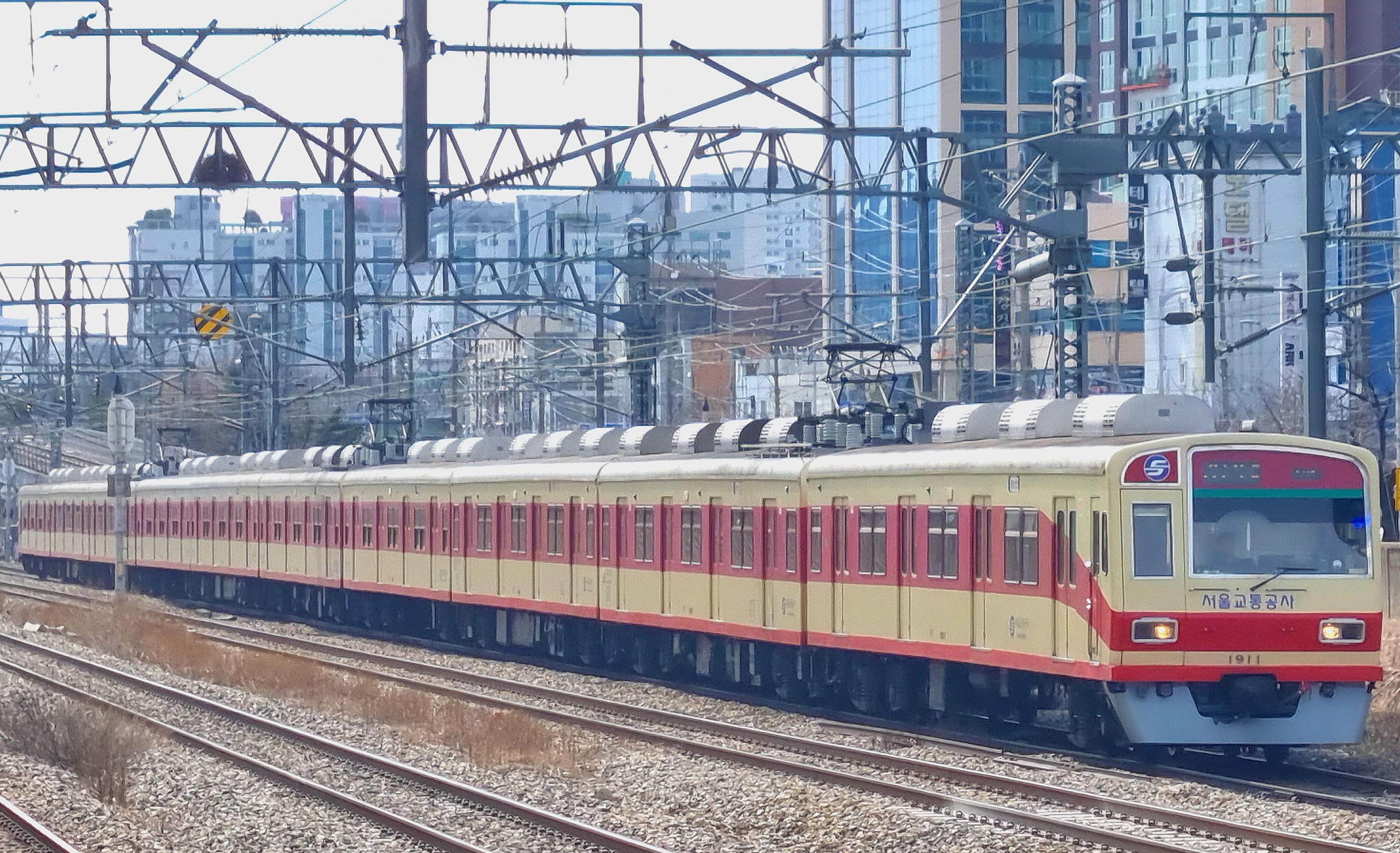
객차 신조된 저항제어 전동차 111편성

2019년 8월 25일. 군자차량기지 내에서 112편성이 기관사의 실수로 신호를 무시하고 주행하다가 2호선 294편성과 충돌한 사고가 발생했다. 그 이후 112편성은 수리 후 운행을 재개됐다. 112편성은 출입문 고장으로 중단되다가 결국에는 군자차량기지에서 조립을 고치다가 복원을 한 후에 운행을 재개되었다.

## 사진

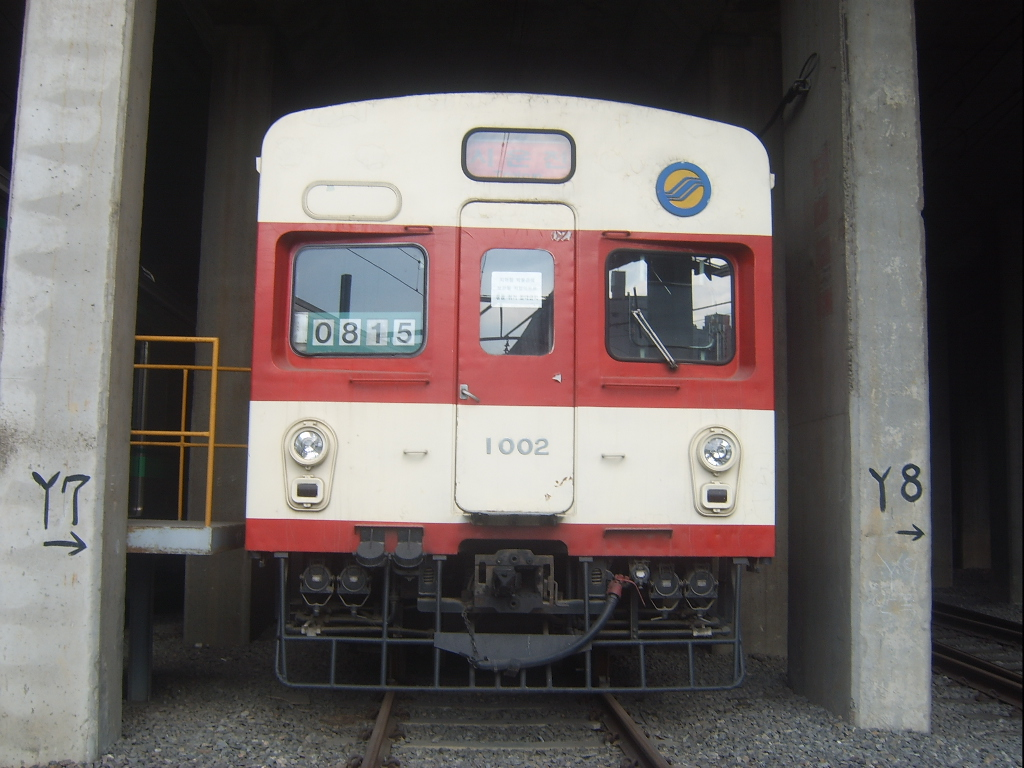
구 101편성 1002호 정태보존 중
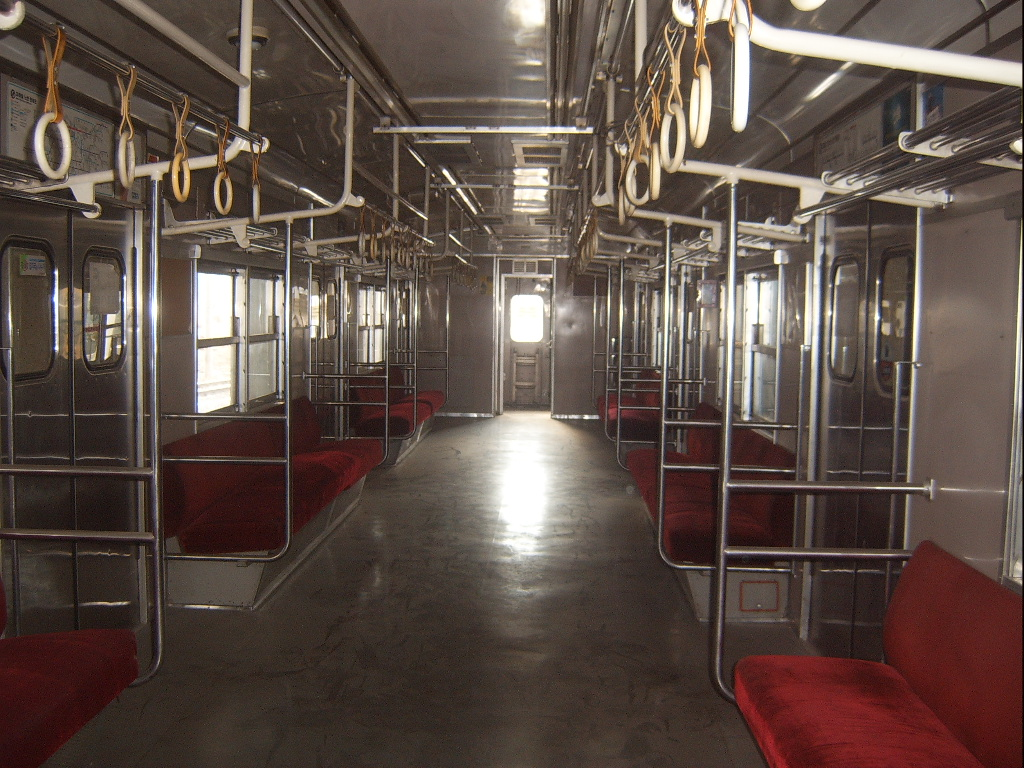
구 101편성 실내 정태보존 중
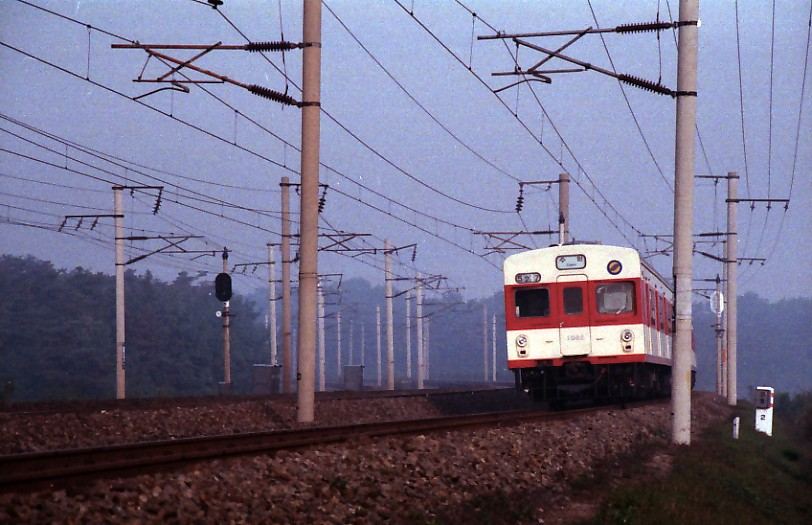
수원역으로 가는 전기 편성은 폐차
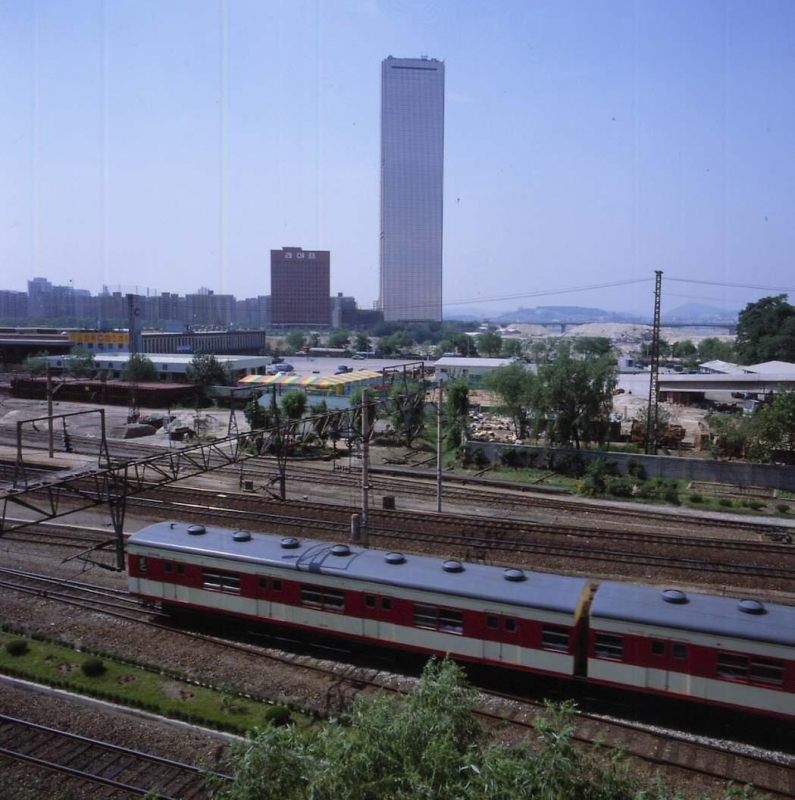
63빌딩 근처를 지나가는 전기 편성은 폐차
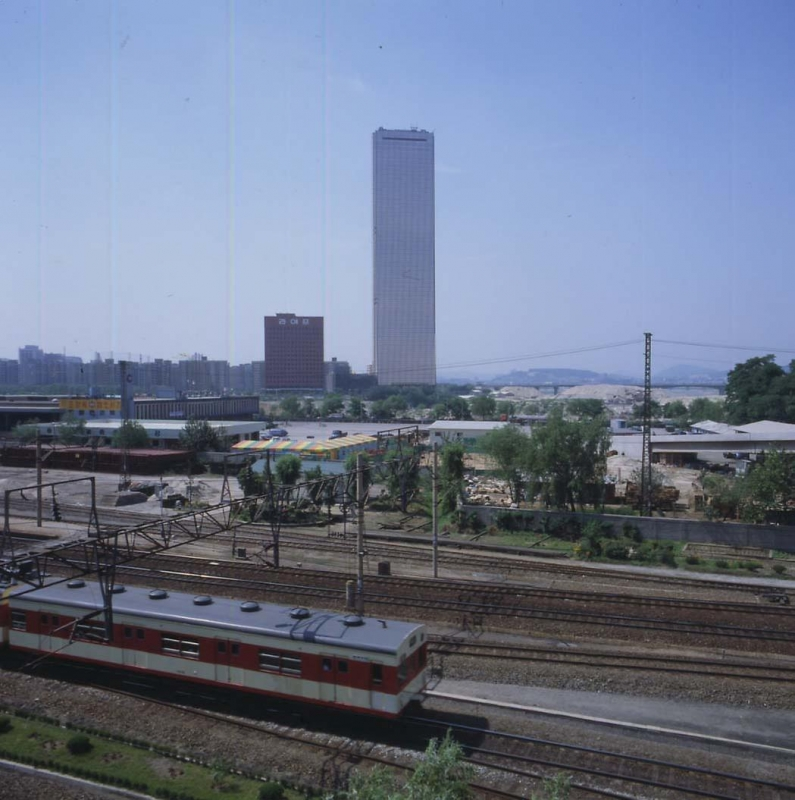
63빌딩 근처를 지나가는 전기 편성은 폐차
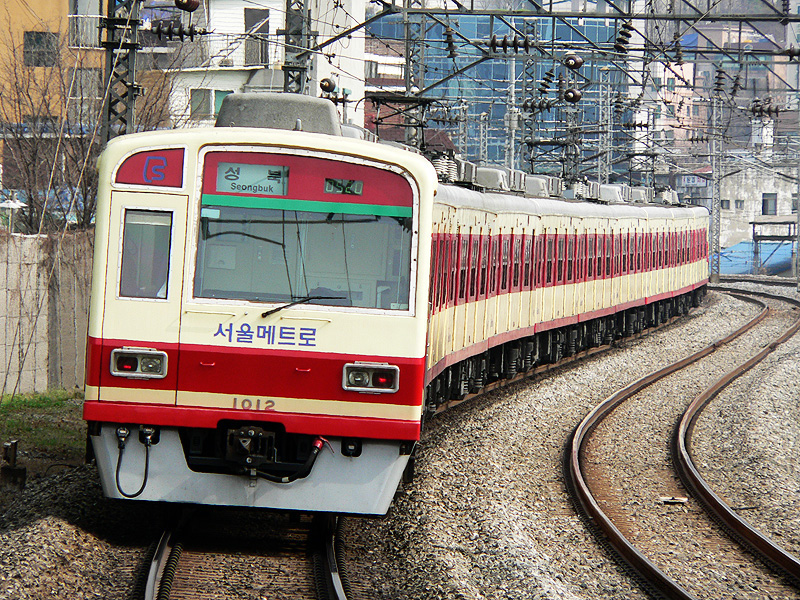
1999년에 선두차로 개조된 112편성 대수선 전
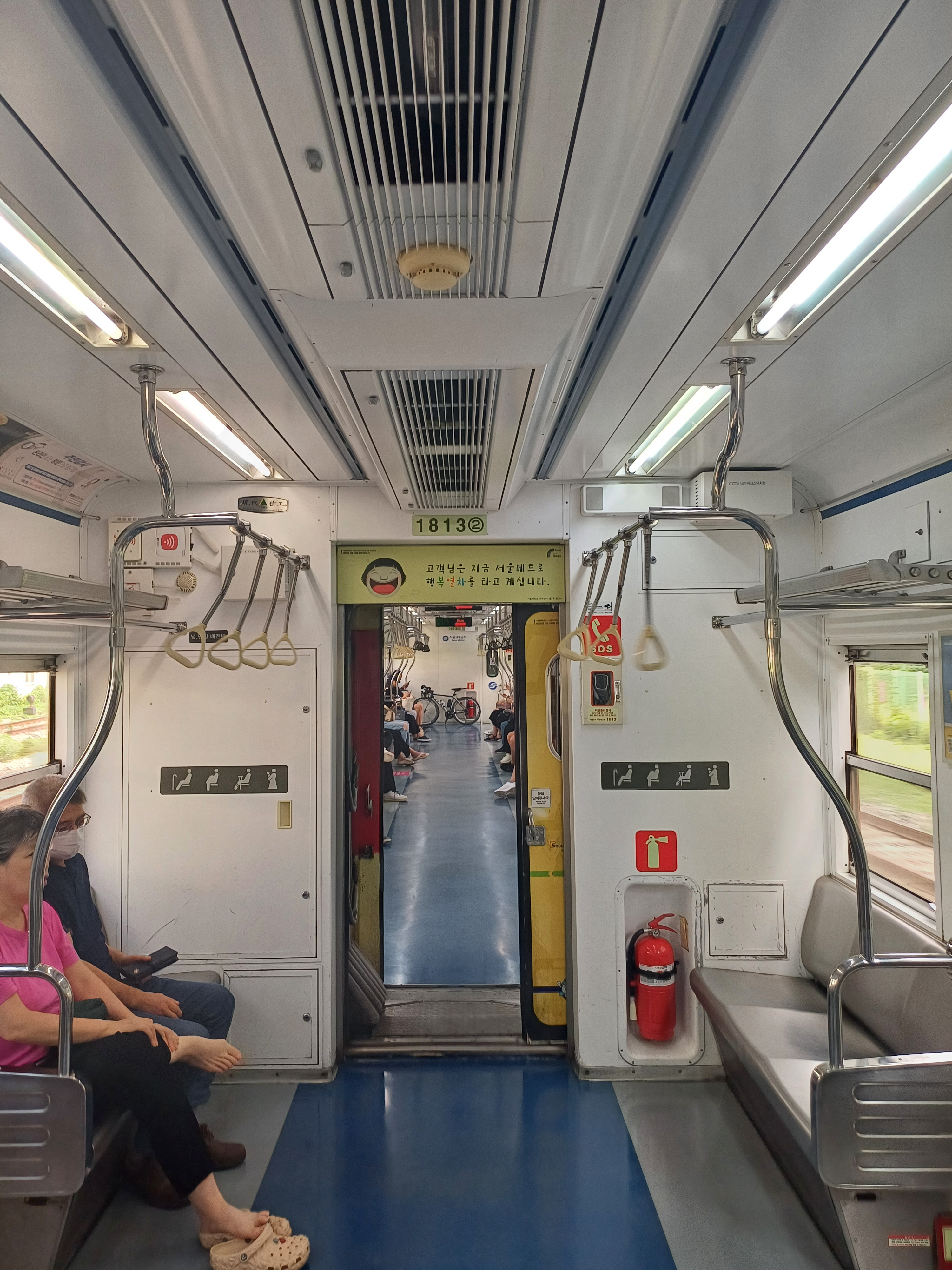
서울교통공사 113편성 내부

## 같이 보기
- 서울교통공사
- 수도권 전철 1호선
- 서울교통공사 1000호대 VVVF 전동차